# Mazaeras francki
Mazaeras francki är en fjärilsart som beskrevs av William Schaus 1896. Mazaeras francki ingår i släktet Mazaeras och familjen björnspinnare. Inga underarter finns listade i Catalogue of Life.